# Isla Robben
La isla Robben (en inglés: Robben Island, en afrikáans: Robbeneiland) es una isla en Table Bay, a 12 km de la costa de Ciudad del Cabo, la provincia Occidental del Cabo, Sudáfrica. El nombre en neerlandés significa ‘isla de las focas’.

## Geografía

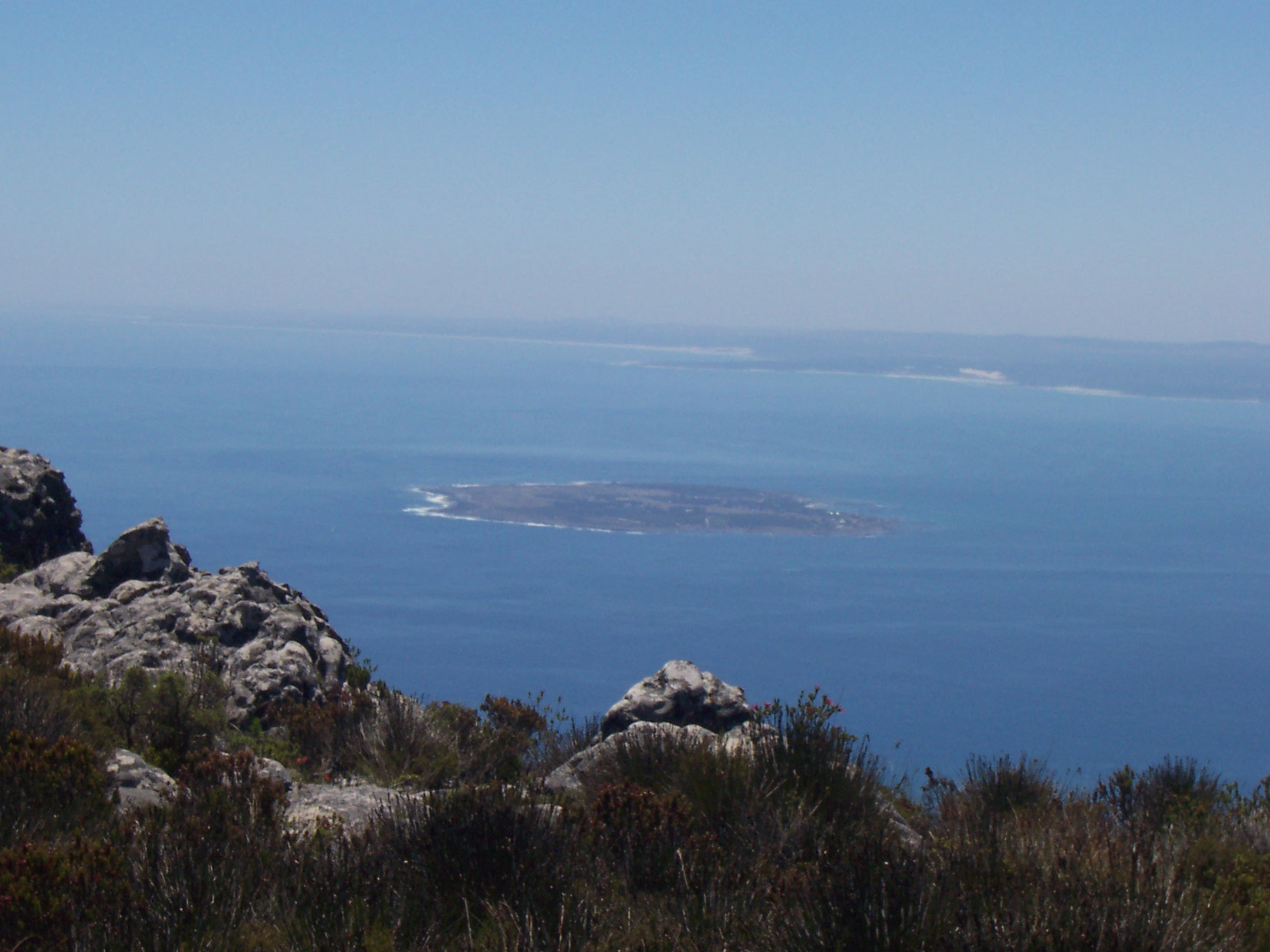
Robben Island al centro, vista desde la costa.

La isla es aproximadamente ovalada con 3.3 km de longitud en la dirección norte sur y 1.9 km de ancho; es plana y se eleva unos pocos metros sobre el nivel del mar, posee una superficie de 5,07 km² (507 hectáreas).

## Historia
Desde finales del XVII, la isla Robben fue utilizada para aislar a ciertos grupos de personas, en la mayoría de los casos prisioneros; en un principio sus primeros habitantes de forma permanente fueron líderes nativos de las colonias neerlandesas; sobre todo de Indonesia. Tras una fallida rebelión de Grahamstown en 1819, durante la quinta Guerra Xhosa, el gobierno colonial británico sentenció al líder africano Makanda Nxele a cumplir cadena perpetua en esta isla, muriendo en las orillas de Table Bay al intentar escapar.
La isla fue utilizada como colonia de leprosos entre 1836 y 1931. Sin embargo, su fama reciente le viene por haber sido durante parte del siglo XX una prisión en donde estuvieron detenidos prisioneros políticos del régimen del apartheid. Entre esos prisioneros se destacan Nelson Mandela, Walter Sisulu, Govan Mbeki, Robert Sobukwe y Kgalema Motlanthe.

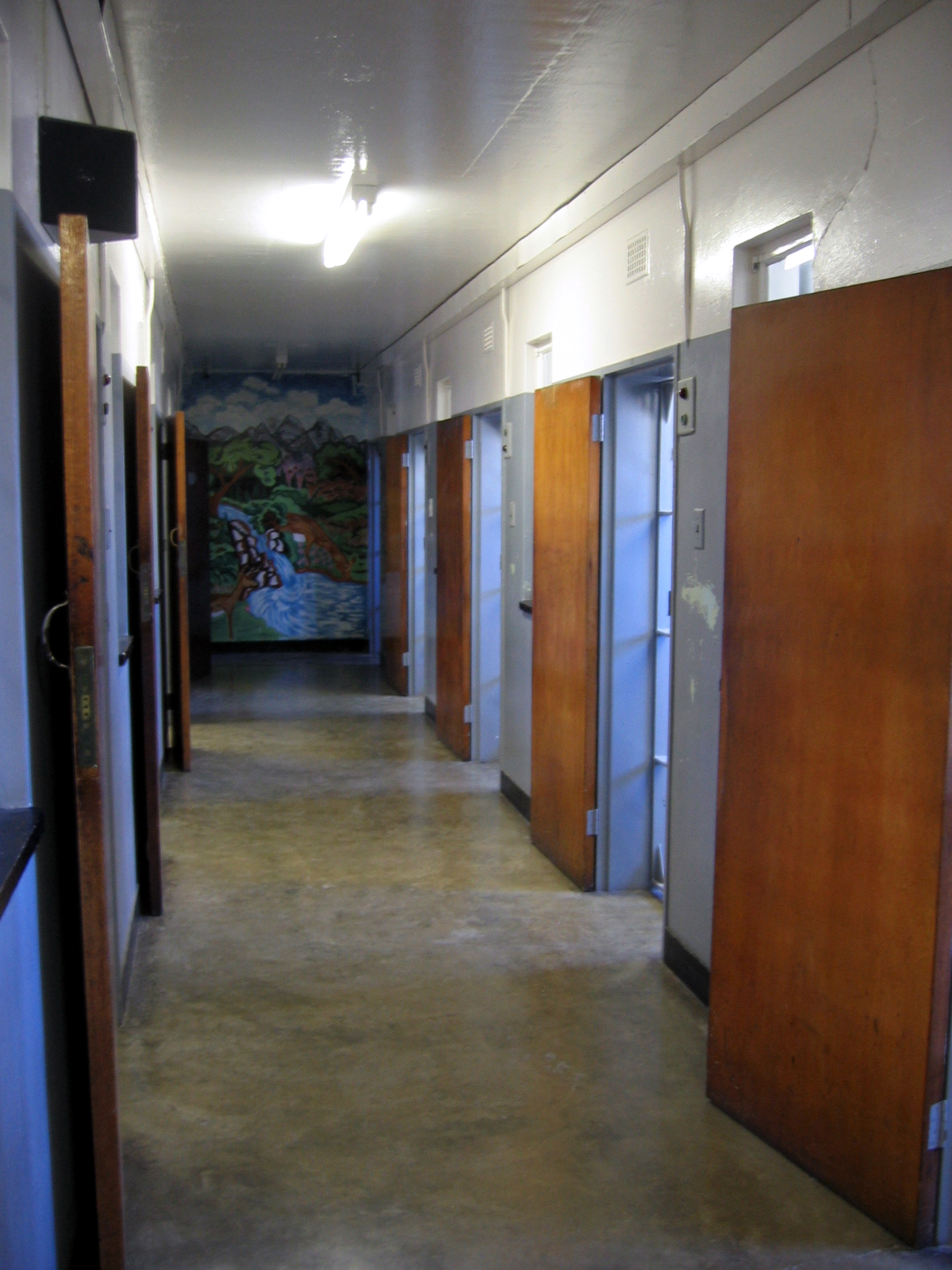
Celdas de la prisión.

La isla no tiene recursos propios de agua; por este motivo en 1965 se instaló sobre el lecho marino una tubería que la conectó al sistema de aguas blancas de Ciudad del Cabo.
En la actualidad, con la prisión clausurada, y habiendo sido declarada Patrimonio de la Humanidad por la Unesco, la isla se ha convertido en un popular destino turístico al cual se llega por ferry desde Ciudad del Cabo.
Un hecho curioso relacionado con la isla es que en ocasiones se han encontrado a lo largo de los siglos monedas de oro en sus costas. Esto se debe a que a finales del XVII un barco cargado de monedas de oro destinado al pago de salarios en Batavia (Yakarta) naufragó en las costas de Robben Island, perdiéndose toda su carga. Este tesoro, que tendría un muy alto valor hoy en día, todavía permanece en las aguas alrededor de la isla.
El Moturu Kramat, lugar sagrado para los peregrinos musulmanes de Robben Island, fue construido en 1969 para conmemorar al Príncipe de Madura Sayed Abdurahman Moturu, uno de los primeros imanes de Ciudad del Cabo, exiliado en la isla a mediados de 1740.